# Praga type 5 Charron
La type 5 était un modèle de voiture 4 places fabriqué par la société Praga sous licence de la marque du constructeur français Charron. Elle fut produite de 1909 à 1913 en très petit nombre.

## Description
Il s’agissait d’un double phaéton, à deux portes à l’arrière, de 3,6 m de long et 1,5 m de large pour un empattement de 2,6 m. Son poids à vide était de 980 kg.
Le moteur était un deux cylindres en ligne à refroidissement par eau : le radiateur était situé entre le moteur et les places avant. D’une cylindrée de 1 206 cm3 (alésage × course : 80 × 120 mm) à 4 soupapes latérales, il était équipé d’un carburateur Zénith pour une puissance de 10 ch à 1 400 tr/min. C’était une transmission arrière par arbre dont la boite de vitesses était à trois rapports. La Praga Charron pouvait atteindre 60 km/h.

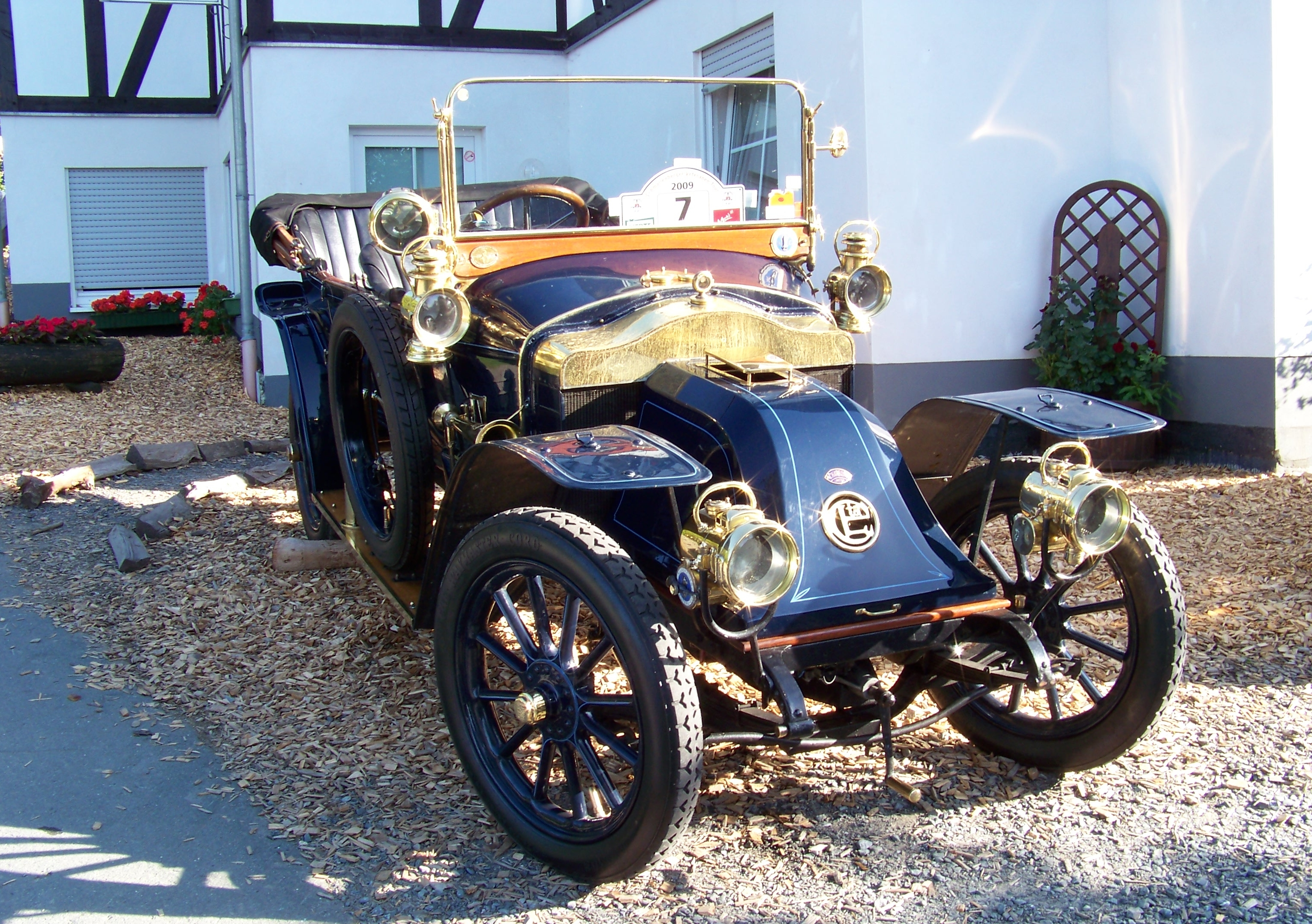
Un modèle Charron dont la type 5 Praga était un dérivé.

Par la suite, le moteur bicylindre fut remplacé par un quatre cylindres en ligne d’une cylindrée de 2 413 cm3 développant une puissance de 16 ch à 1 800 tr/min. 25 véhicules de cette version furent produits.
Selon certaines sources, le châssis roulant aurait été livré déjà assemblé, comme il était d’usage à l’époque, par la société Charron, les ateliers Praga assurant le reste du montage.

## Production
Il semble que ce fut le seul modèle proposé à cette époque par la marque Praga qui ait suscité un certain intérêt commercial : il équipa ainsi la Brigade des pompiers de Prague et servit comme taxi dans l’Empire austro-hongrois. Il fut le premier à être produit en série, de 1909 à 1913, à raison de 35 exemplaires au total.